# Miodrag Nikolić
Miodrag Nikolić (in serbo Миодрaг Николић?; Belgrado, 22 agosto 1938 – 17 febbraio 2005) è stato un cestista e allenatore di pallacanestro jugoslavo.

## Carriera
Con la Jugoslavia ha disputato due edizioni dei Giochi olimpici (Roma 1960, Tokyo 1964), i Campionati mondiali del 1963 e quattro edizioni dei Campionati europei (1957, 1959, 1961, 1963).

## Palmarès

### Giocatore
- YUBA liga: 4

OKK Belgrado: 1958, 1960, 1963, 1964
- Campionato turco: 1

İTÜ Istanbul: 1969-70